# NGC 7757
NGC 7757 في الفهرس العام الجديد، هي مجرة، تقع في كوكبة الحوت. اكتشفت في 24 سبتمبر 1830 بواسطة جون هيرشل.

## روابط خارجية
- NGC 7757 على موقع ويكي سكاي: DSS2, SDSS, GALEX, IRAS, Hydrogen α, X-Ray, Astrophoto, Sky Map, Articles and images